# راین-لان
راین-لان (به آلمانی: Rhein-Lahn-Kreis) یک منطقهٔ روستایی در آلمان است که در راینلاند-فالتس واقع شده‌است.

## خصوصیات
راین-لان ۱۲۱٬۳۷۵ نفر جمعیت دارد.